# Municipio de Jackson (condado de Spencer)
El municipio de Jackson (en inglés, Jackson Township) es un municipio del condado de Spencer, Indiana, Estados Unidos. Tiene una población estimada, a mediados de 2022, de 823 habitantes.

## Geografía
Está ubicado en las coordenadas 38°4′26″N 87°2′56″O / 38.07389, -87.04889. Según la Oficina del Censo de los Estados Unidos, tiene una superficie total de 53.1 km², de los cuales 52.5 km² corresponden a tierra firme y 0.63 km² están cubiertos de agua.

## Demografía
Según el censo de 2020, en ese momento había 803 personas residiendo en la zona. La densidad de población era de 15 hab./km². El 95.14 % de los habitantes eran blancos, el 0.37 % eran afroamericanos, el 0.25 % eran amerindios, el 0.25 % eran asiáticos, el 1.12 % eran de otras razas y el 2.86 % eran de una mezcla de razas. Del total de la población, el 2.61 % eran hispanos o latinos de cualquier raza.